# Chromonephthea curvata
Chromonephthea curvata är en korallart som först beskrevs av Kükenthal 1911.  Chromonephthea curvata ingår i släktet Chromonephthea och familjen Nephtheidae. Inga underarter finns listade i Catalogue of Life.